# کاظم‌لو
کاظم‌لو یک روستا در ایران است که در دهستان ارشق مرکزی واقع شده‌است. کاظم‌لو ۳۰ نفر جمعیت دارد.